# Tadeusz Giedroyć
Tadeusz Giedroyć (ur. 7 stycznia 1888 w Owilach (obecnie Aviliai, powiat jezioroski), zm. 26 czerwca 1941 w Czerwieniu (Białoruś)) – polski ziemianin, działacz społeczny, senator w II RP.

## Życiorys
Urodził się w rodzinie Jana Maurycego ks. Giedroyć h. wł. (1858–1935), właściciela majątku Owile, i Kazimiery z Radwiłłowiczów (1863–1945). Miał dwóch braci: Jana (1886–1959) i Zygmunta (1896–1976) oraz siostrę – Zofię (zm. 1976). Uczęszczał do gimnazjum w Kownie (skąd został wydalony za udział w strajku szkolnym). Ukończył gimnazjum w Rydze i zdał w 1907 roku egzamin dojrzałości. W latach 1907–1909 studiował na Wydziale Technologicznym Politechniki Ryskiej (należał tu do polskiej korporacji akademickiej Welecja), a następnie prawo na Uniwersytecie w Dorpacie. Podczas tych studiów był członkiem stowarzyszenia „Polonia”. Później uczył się w Oficerskiej Szkole Artylerii w Petersburgu.
W latach 1913–1916 pracował jako nauczyciel (ale również uczył się) w Liceum Prawniczym im. Demidowa w Jarosławlu nad Wołgą, gdzie był również założycielem i prezesem Stowarzyszenia Studentów Polaków. W 1916 roku odbył aplikanturę w Petersburgu. W październiku 1917 roku Naczelny Polski Komitet Wojskowy (Naczpol) oddelegował go do Kwatery Głównej Naczelnego Wodza Armii Rosyjskiej. W latach 1917–1918 był członkiem POW, służył w I Korpusie Wschodnim gen. Józefa Dowbor-Muśnickiego.
W styczniu 1918 roku został mianowany kierownikiem Wydziału Łączności przy Radzie Naczelnej Polskiej Siły Zbrojnej, a od marca 1918 roku kierował wywiadem przy pełnomocniku Rady Regencyjnej ds. formacji wojskowych na Ukrainie. Pod koniec tego roku awansował na stanowisko szefa Biura Wydziału Wojskowego w Komitecie Obrony Kresów przy Komisji Litewskiej. W 1919 roku został przeniesiony do rezerwy w stopniu porucznika artylerii Wojska Polskiego. 
W latach 1919–1926 pracował na stanowiskach państwowych: jako zastępca komisarza ludowego, następnie komisarz ludowy (starosta) w Opocznie (do 1921 roku), w Zarządzie Cywilnym Ziem Wschodnich (1919), w Delegaturze Rządu Rzeczypospolitej Polskiej w Wilnie (w 1921 roku), jako starosta powiatowy w Wołkowysku, Augustowie (od przełomu 1922/1923) i Białymstoku (1923–1926).
Został zwolniony na własną prośbę, do 1928 roku prowadził własny majątek Łobzów i Kotczyn (oba w powiecie słonimskim). Od 1928 roku był sędzią pokoju w Berezie Kartuskiej i Dereczynie. Od 1932 roku pracował na stanowisku wiceprezesa Sądu Okręgowego w Białymstoku, a od 1935 roku był prezesem Sądu Okręgowego w Zamościu. W 1936 roku został prezesem Sądu Okręgowego w Łucku. 

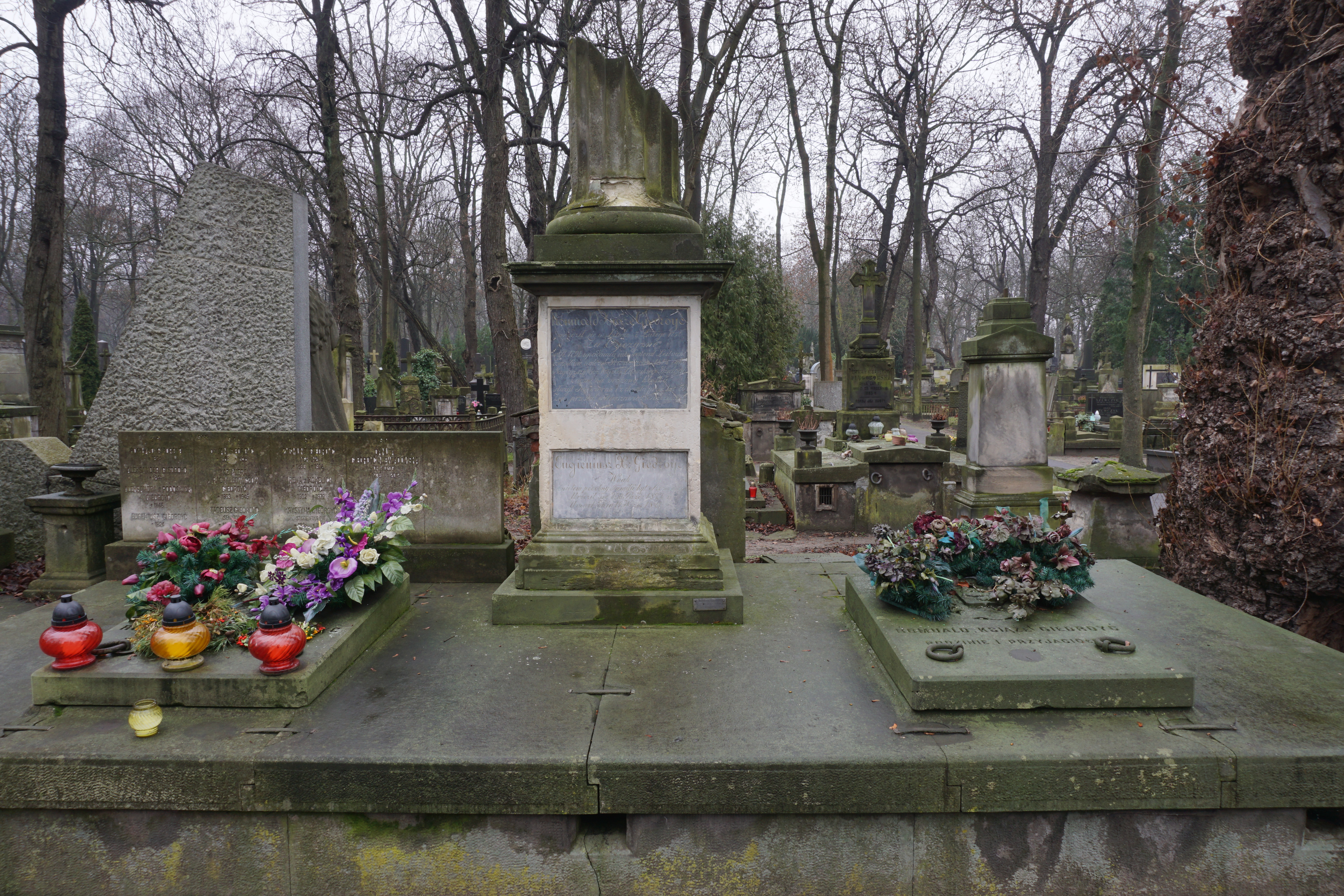
Grób symboliczny Tadeusza Giedroycia na cmentarzu Powązkowskim

Należał do OZN. W 1938 roku został senatorem V kadencji (1938–1939) z województwa wołyńskiego, należał do klubu OZN i pracował w komisjach: kontroli długów państwa, prawniczej i skarbowej.
Po wybuchu II wojny światowej został aresztowany w Łobzowie przez NKWD 21 albo 22 września 1939 roku. Był więziony w Słonimiu i Mińsku, torturowany i skazany na śmierć. 22 czerwca 1941 roku po wybuchu wojny radziecko-niemieckiej więzienie ewakuowano w głąb Rosji. Został rozstrzelany 26 czerwca 1941 roku wraz z grupą więźniów w czasie ewakuacji przez konwojenta na skraju Czerwienia.
Miejsce spoczynku jest nieznane, symboliczna tablica znajduje się na grobie rodziny Giedroyciów na cmentarzu Powązkowskim w Warszawie (kwatera 25-3-3).
10 września 1919 roku ożenił się w Wilnie z Anną Dunin-Szostakowską h. Łabędź (1894–1976), która podczas II wojny światowej została zesłana z dziećmi do zachodniej Syberii (1940–1942), zmarła w Wielkiej Brytanii. Mieli troje dzieci: Annę Marię Kazimierę (ur. 1920), późniejszą Perepeczko, Teresę Ludwikę (1922–1973), późniejszą Lickindorf i Michała Jana Henryka (1929–2017), autora książki „Na krawędzi krateru”.

## Ordery i odznaczenia
- Krzyż Niepodległości (3 maja 1932)[9]
- Krzyż Walecznych (1921)[4][10]
- Medal Dziesięciolecia Odzyskanej Niepodległości[1]

## Upamiętnienie
Jego nazwisko znajduje się na tablicy w Senacie upamiętniającej senatorów, którzy zginęli w czasie II wojny światowej.